# Französische Staatsbürgerschaft

Reisepass der Französischen Republik (seit 2019)

Die französische Staatsbürgerschaft (französisch nationalité française, citoyenneté française) ist die rechtliche Zugehörigkeit einer natürlichen Person zur Französischen Republik. Volljährig war eine Person bis Juni 1974 mit 21 Jahren, seither mit 18 Jahren.

## 1789 bis 1940

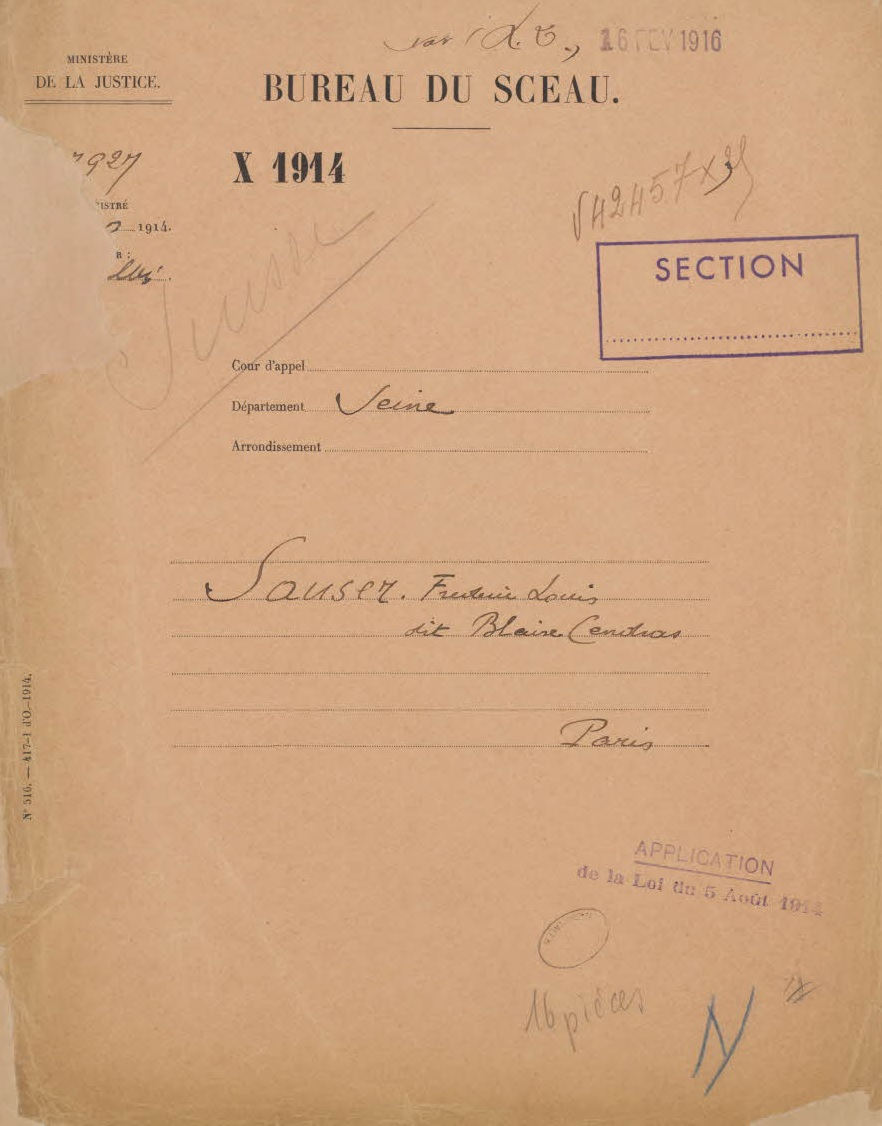
Einbürgerungsakte von Frédéric Louis Sauser, genannt Blaise Cendrars, angelegt am 4. August 1914

### Entwicklung bis zum Code civil
Im vorrevolutionären Frankreich wurden Bürgerrechte regional unterschiedlich durch die Entscheidungen der jeweiligen parlements (Gerichtshöfe) geregelt. Die Aufnahme erfolgte durch ein königliches lettre de naturalité. Zur Zeit der Revolution erfolgten die Verleihungen des Status eines citoyen du pays de la liberté an Ausländer sehr großzügig. Seit 1809 war ein Erlass dafür nötig.
Der Erwerb der Staatsangehörigkeit erfolgt in Frankreich seit der Einführung des Code civil 1803 meist auf der Grundlage des Abstammungsprinzips (ius sanguinis). Die entsprechenden §§ 9, 10, 12, 17–21 waren nicht sehr klar. Bestimmungen zur Einbürgerung fanden sich in der Verfassung des Jahres VIII (24. Dezember 1799). Diese wurden 1867 in den Code civil eingearbeitet.

### Staatsangehörigkeitsgesetz 1851
Seit dem Gesetz vom 7. Februar 1851 wurden Kinder eines Ausländers Franzosen, wenn besagter schon in Frankreich geboren worden war. Dieses „doppelte Bodenrecht“ (französisch double droit du sol) stellt ein abgeschwächtes Geburtsortsprinzip dar. Französinnen, die durch Ausländerheirat ihre Staatsangehörigkeit verloren hatten, konnten als Witwen/Geschiedene bis 1889 problemlos wieder eingebürgert werden.
Die Möglichkeit der Aberkennung bei Eintritt in eine fremde Wehrmacht oder Annahme einer Beamtenstelle in einem ausländischen Staat gab und gibt es immer, jedoch wurden die Formalien im Laufe der Zeit häufig geändert.

### Staatsangehörigkeitsgesetz 1889
Das Staatsangehörigkeitsgesetz vom 26. Juni 1889 fasste die Bestimmungen zusammen. Die Einbürgerung wurde erleichtert, zugleich die Möglichkeit der Ausschlagung abgeschafft. Neu war die Beibehaltungsmöglichkeit bei Niederlassung im Ausland für Französinnen, die einen Ausländer heirateten. Kleinere Änderungen erfolgten 1893 und 1909.
Seit 1889 gibt das Geburtsortsprinzip auch die Möglichkeit, aufgrund des doppelten ius soli Franzose zu werden. Doppelt bedeutet, dass sowohl das einzubürgernde Kind als auch mindestens ein Elternteil in Frankreich geboren wurde. Der Erwerbstatbestand liegt dann bei der dritten Generation vor.
Nachdem ab 1914 etliche Eingebürgerte gegen Frankreich zu den Waffen gegriffen hatten, ohne dadurch ihre Staatsangehörigkeit zu verlieren, wurde auch das Ausländerrecht zunehmend verschärft. So konnte man auch fast alle der 140.000 chinesischen Kulis wieder ausschaffen. In der ersten Hälfte der 1920er-Jahre waren vier Bürgen für den Aufenthaltserlaubnisantrag eines Ausländers erforderlich. Seit 1923 wurde verstärkt auf „guten Charakter“ (bonne vie et moeurs) und Assimilierung von Einbürgerungskandidaten geschaut.

### Vertrag von Versailles
Im seit Dezember 1919 wieder französisch verwalteten Reichsland Elsaß wurden ca. 150000 Deutschstämmige vor dem Inkrafttreten des Versailler Vertrags im Januar 1920 vertrieben. Voll- und Halbfranzosen sowie deren Nachfahren, die 1871 bis 1873 nicht abgewandert waren, wurden, ebenso wie Frauen, die durch Heirat vor dem 11. November 1918 ihre Staatsbürgerschaft verloren hatten, wieder französische Bürger.
In kolonialen Gebieten, die als B-Völkerbundsmandat übernommen wurden, also Teile des Togolandes und Cameroun, galt, dass die am Tage der Kriegserklärung oder bei Inkrafttreten des Vertrags dort lebenden Eingeborenen französische Untertanen wurden, als sogenannte administrés français. Dies galt nicht, wenn sie als deutsche „Schutzbedürftige“ anderswo lebten.
Für das Völkerbundmandat für Syrien und Libanon, vormals Teil des Osmanischen Reichs, mit seinen Teilgebieten État de Grand Liban und der syrischen Föderation (1925 zusammengelegt aus État des Alaouites, Djébel druze, État de Damas und État d’Alep) ergingen spezielle Vorschriften. Zum einen hatten die jeweiligen Stammesoberhäupter Mitspracherechte, zum andern regelte man Optionen für in den Gebieten verbliebene ethnische Türken auf Basis des Vertrag von Lausanne vom 24. Juli 1923.

### Staatsbürgerschaftsgesetz 1927
Zu „Frankreich“ gehörten zu dieser Zeit auch Réunion, Guadeloupe, Martinique und der Küstenstreifen Algeriens, mit den drei 1848 errichteten Départements Algier, Constantine und Oran. Hinsichtlich der Anspruchsberechtigung brachte es eine deutliche Ausweitung gegenüber 1889. Auch die Stellung von heiratenden Frauen sah deutlich mehr Selbstbestimmung vor, als es international damals Brauch war.
Der Erwerb der Staatsbürgerschaft in Frankreich wurde traditionell liberal gehandhabt. Die vier Änderungen im ersten Jahrzehnt nach Erlass modifizierten dann auch immer wieder Art. 6, der die Aufenthaltsfristen vor der Einbürgerung regelte. Ziel des Staatsangehörigkeitsgesetzes von 1927 war es, durch Einwanderung und Einbürgerung einer expansiven Bevölkerungsentwicklung Vorschub zu leisten, da man aufgrund der im Vergleich zu den Nachbarländern geringen Geburtenrate fürchtete, den Anschluss zu verlieren – ein Verhältnis, das sich nach 1945 umkehrte. Das Gesetzesziel wurde jedoch erreicht. Durchschnittlich ließen sich 1927 bis 1938 jährlich 40.000 Personen einbürgern. Danach wurden die Bedingungen verschärft und die Eingebürgerten gegenüber Gebürtigen etwas schlechter gestellt. Für Aberkennungen hatte die Regierung einen größeren Spielraum. Änderung zur Zeit der Vichy-Regierung hatten keine bleibenden Auswirkungen.
Das Loi du 10 août 1927 sur la nationalité bestimmte, dass von Geburt an die Staatsbürgerschaft folgende Personen erhalten:
- das eheliche Kind eines Franzosen, gleich ob im Mutter- oder Ausland geboren
- alle eheliche in Frankreich geborenen Kinder, wenn deren Vater ebenfalls dort geboren war
- jedes minderjährige Kind, das von einem nachweisbar französischen Vater anerkannt wurde, nach entsprechendem Gerichtsbeschluss
- Findelkinder usw.
- Mit der Option (réclamation), die französische Staatsbürgerschaft innerhalb eines Jahres nach Erreichen der Volljährigkeit abzulegen:
  - alle ehelichen, in Frankreich geborene, Kinder einer ausländischen Mutter, wenn diese selbst in Frankreich geboren war
  - alle in Frankreich geborenen Kinder von Ausländern, denen die französische Staatsbürgerschaft nicht von Geburt an zustand, wenn ein Elternteil in Frankreich geboren war
- Per Option eingebürgert werden konnte jedes Kind eines in Frankreich geborenen und wohnenden Ausländers, vor seinem 21. Geburtstag, vorbehaltlich amtlicher Genehmigung. Unter 16 Jahren hatten die Sorgeberechtigten die Erklärung abzugeben, im Alter von 16 bis 20 Jahren mussten sie zustimmen.
- jeder in Frankreich geborene und lebende Ausländer bei Erreichen der Volljährigkeit (21 Jahre), wenn dem nicht innerhalb eines Jahres widerspricht oder ein Ausweisungsbeschluss vorliegt
- (männliche) Ausländer, gegen die kein Ausweisungsbefehl vorlag, bei freiwilligem Eintritt in die französische Armee

Eingebürgert (naturalisation) werden konnten auf Antrag (supplique) und nach Überprüfung:
- Personen über 18 Jahre alt, nach drei Jahren durchgehendem Aufenthalt in Frankreich
- Personen über 18 Jahre alt, nach einem Jahr durchgehendem Aufenthalt in Frankreich, wenn sie sich besondere Verdienste erworben haben
- in Übersee geborene Nachfahren von Franzosen, inklusive den durch das Edikt von Fontainebleau Vertriebenen
- minderjährige Ehefrauen und Kinder eines Ausländers, der Franzose wird, mit diesem; wenn kein Ausweisungsbefehl vorlag, ohne weitere Vorbedingungen
- Ausländerinnen, die einen Franzosen heirateten. Auf Antrag oder automatisch wenn ihr Heimatrecht den Verlust ihrer Staatsangehörigkeit hierdurch vorsah.
- ehemalige Franzosen und auf Antrag Frau und volljährige Kinder, wenn sie in Frankreich lebten, per Dekret

Verlustgründe waren:
- freiwillige Annahme einer fremden Staatsbürgerschaft, sofern 21 Jahre oder älter (jedoch nicht innerhalb von zehn Jahren nach Beginn der Wehrpflicht oder des aktiven Dienstes)
- ausdrückliche  Erklärung einer einen Ausländer heiratenden Französin, die Staatsbürgerschaft ihres Ehemanns annehmen zu wollen
- für Eingebürgerte innerhalb von zehn Jahren danach, auf Antrag des Justizministerium durch Aberkennung per Gerichtsbeschluss, z. B. für Wehrdienstentziehung, Schädigung der nationalen Interessen, „Unwürdigkeit“ u. ä.

Eingebürgerte konnten in den ersten zehn Jahren danach nur dann Beamte werden, wenn sie Wehrdienst geleistet hatten. Außerdem hatten sie fünf Jahre kein Wahlrecht.
Sonderregelungen gab es für Franzosen, die fremde Staatsbürgerschaften dadurch erhielten, dass sie dort Beamte wurden oder Frauen, deren erster Ehewohnsitz im Heimatland ihres Mannes war usw.
Sofern Erklärungen abzugeben waren, erfolgten diese beim örtlichen Gericht, das diese an das Justizministerium leitete. Erst nach dessen Annahme und Veröffentlichung im Journal officiel wurden sie rückwirkend ab Antragsdatum wirksam. Gegen Ablehnung stand der zivile Gerichtsweg offen.

### Kolonien
Frankreich sah seine Kolonialherrschaft seit dem 19. Jahrhundert auch als Aufgabe, den Eingeborenen (indigènes bzw. protégés) Aufklärung und Zivilisation nahezubringen (mission civilisatrice); dies stand im Gegensatz zur britischen Praxis, die auf rein wirtschaftliche Ausbeutung gerichtet war. Die befreiten Sklaven der vier bis 1848 Sklavenhaltung praktizierenden Gebiete Martinique, Guadelupe, Réunion und Französisch-Guayana wurden zu dieser Zeit Vollbürger.
Der Art. 18 des Senatus consultum vom 3. Mai 1854, sowie ein weiteres Senatus consultum vom 14. Juli 1865 regelten den Erwerb der französischen Staatsbürgerschaft für eingeborene, nordafrikanische koloniale Untertanen (sujets français) anders. Im Bezug auf algerische Muslime galt, dass diese zwar Franzosen waren, zivilrechtlich aber weiter nach islamischem (Familien-)Recht behandelt wurden. Die dortigen Juden wurden per Dekret vom 24. Oktober 1870 französische Vollbürger. Einbürgerungen von Ausländern waren in den algerischen Departements nach drei Jahren möglich.
Für in den Kolonien lebende oder geborene weiße Franzosen wurde das Gesetz von 1927 im Kern durch das Dekret vom 5. November 1928 übernommen. Gewisse Formvorschriften waren modifiziert, Zuständigkeiten lagen beim Gouverneur, der Vorgänge an das Kolonialministerium weiterleitete. Antragsteller auf Einbürgerung hatten einen Strafregisterauszug (casier judiciaire) und ggf. eine acte de notoriété vorzulegen, da ein geordnetes Zivilregisterwesen nicht bestand.
Eingeborene protégés konnten die volle französische Staatsbürgerschaft beantragen. Man nannte sie dann Évolués. Als Rechtsfolge unterstanden sie voll französischem Recht und nicht länger dem in der jeweiligen Kolonie weitergeltenden Eingeborenenrecht. Nur die Einwohner der vier senegalesischen Vollgemeinden (Quatre Communes) hatten volle Bürgerrechte schon seit 1848. Diese sogenannten originaires waren auch wehrpflichtig. 1946 wurde dann entschieden, dass in den Weltkriegen gefallene Soldaten, die in den Tirailleurs sénégalais gedient hatten, keine Staatsbürger waren.
Von Évolués wurde ein gewisser Bildungsstand (Französischkenntnisse) gefordert. Seit 1915 erhielten sie die volle französische Staatsbürgerschaft automatisch, wenn sie einen Universitätsabschluss bekamen, in der Armee den Rang eines Unteroffiziers erreichten oder mit dem Orden der Ehrenlegion oder der Médaille militaire ausgezeichnet wurden. Eingeborene, die nicht in ihrer Heimat lebten, konnten Franzosen werden
- nach zehn Jahren, wenn sie ausreichende Sprachkenntnisse hatten, oder
- ein Jahr mit einer Französin verheiratet waren.

Sämtliche kolonialen Untertanen oder protégés, außer denen der drei nordafrikanischen Besitzungen, konnten nur mit Zustimmung der Regierung ihren Status unter Annahme einer fremden Staatsangehörigkeit aufgeben.
Die meisten Sonderbestimmungen verloren ihre Gültigkeit, als 1946 bzw. 1953 global die französische Staatsbürgerschaft an Einwohner der Überseegebiete verliehen wurde.
Nordafrika
In den Anfangsjahren der Kolonie galten die zivilrechtlichen Reformen von 1848 nur eingeschränkt. Versucht wurde durch Angleichung des Zivilrechts die vergleichsweise wenigen im Gebiet ansässigen Juden den weißen Franzosen gleichzustellen. Das sogenannte Décret Crémieux bürgerte etwa 40.000 algerische Juden ein. Erst das erwähnte Senatus consultum von 1865 regelte im Sinne von Ungleichbehandlung auch den Status von indigenen muslimischen Einwohnern. Endgültig festgeschrieben wurde dies im Code de l’indigénat von 1875. In den knapp hundert Jahren bis zur Unabhängigkeit Algeriens 1962 machten sich nur etwa 7000 arabische Algerier die Mühe, den Weg zum Vollbürger zu gehen.
Für muslimische Algerier, die durch Widerruf ihres indigenen Status Évolués werden wollten, galten die Einschränkungen
- dass sie bei Antragstellung mindestens 25 Jahre alt sein mussten
- keinesfalls vorbestraft
- nicht an Aufständen gegen Frankreich teilgenommen hatten oder den Aufstand gepredigt hatten
- nicht mehr als eine Ehefrau hatten
- seit zwei Jahren in derselben Gemeinde des Mutterlandes oder einer französischen Kolonie ansässig waren und zusätzlich eine der folgenden Bedingungen erfüllten:
  - ausreichend Französisch konnten
  - (freiwillig) in der Armee oder Marine gedient hatte und ehrenhaft entlassen wurden
  - seit mindestens einem Jahr auf Landbesitz oder Pachtland Steuern bezahlt hatten
  - in ein (kommunales) Amt gewählt wurden
  - im Staatsdienst standen (auch als Pensionär)

Die als Loi Jonnart bekannte Regelung vom 4. Februar 1919 gab Algeriern die Möglichkeit, beim erstinstanzlichen Gericht die Zulassung zum Status eines französischen Staatsbürgers zu beantragen. Urteile über die Zulassung zur französischen Staatsbürgerschaft werden in Algerien aufbewahrt. Die Exilregierung verkündete eine Verordnung über den Status der französischen Muslime in Algerien am 7. März 1944 verlieh diesen Staatsbürgerschaft und politische Rechte.
Die Vorschriften für Französisch-Marokko und Tunesien waren so, dass die Eingeborenen als Untertanen der nominal noch herrschenden Sultane galten. Für Weiße galten im Kern die Bestimmungen des Mutterlandes (France métropolitaine) mit einer starken ius-soli-Komponente. Für den Erwerb der vollen Staatsbürgerschaft galten für Tunesier ähnliche Vorschriften wie in Indochina.
Französisch-Indien
Im Rahmen der Reformen 1848 hatte man bestimmt, dass die indigenen Bewohner zwar im Rahmen der sogenannten naturalisation dans le statut politische Mitwirkungsrechte erhielten, in zivilrechtlichen Fragen wie Eheschließung und Erbrecht weiter ihrem bisherigen religiös geprägten traditionellem Recht unterlagen, sei es Hindu- oder islamische Praxis. Bereits am 21. September 1881 erging ein Decret, das es den eingeborenen indischen Bewohnern ermöglichte diesen indigenen Status zu widerrufen (renonciation du statut personnel) und französische Vollbürger (citoyens) zu werden, für die das französische Zivilrecht uneingeschränkt galt. Hierfür war auch die in tamilischer Kultur damals unübliche Annahme eines Nachnamens nötig. Vor allem Inder, die in andere französische Kolonien als Arbeitskräfte wanderten, nutzten diese bis 1923 bestehende Möglichkeit, da mit dem Status eines Renonçant auch handfeste wirtschaftliche Vorteile verbunden waren. Die unwiderrufliche Erklärung abgeben durften Volljährige, sie erstreckte sich auf Frau und minderjährige Kinder.
Französisch-Indochina
Bereits 1881 erging ein Dekret, das es eingeborenen Annamiten erlaubte ihren indigenen Status (indigénat) zu widerrufen und dadurch französische Vollbürger zu werden. Im Gegensatz zum im selben Jahr für Französisch-Indien ergangenen Dekret brachte die indochinesische Variante für den Antragsteller mehr Nach- als Vorteile in seiner Heimat, außer wenn man im Staatsdienst stand.
Für volljährige Asiaten, die ausreichend Französisch konnten in Wort und Schrift, galt es in Französisch-Indochina, eine der folgenden Bedingungen zu erfüllen:
- zehn Jahre Dienst als Beamter oder in Heer bzw. Marine
- sich im Geschäftsleben um Frankreich verdient gemacht
- gemäß einer Positivliste der Berufe/Institute einen tertiären Bildungsabschluss oder Berufsabschlüsse erreicht zu haben
- nach Abschluss der Sekundarstufe, fünf Jahre französischen Interessen gedient zu haben; hierzu zählten z. B. Volksschullehrer oder für denselben Zeitraum als Pflegling in einer französischen Familie gelebt zu haben
- Geburt des ersten Kindes, wenn sie mit einer Französin verheiratet waren
- den Orden der Ehrenlegion erhalten zu haben, zwei Jahre im Ersten Weltkrieg Frontsoldaten gewesen zu sein und mindestens Unteroffizier geworden zu sein oder die Médaille militaire oder das Croix de guerre erhalten zu haben

Zuständig für Anträge, die gebührenfrei waren, war der jeweils oberste Beamte der Provinzen. Vorprüfungen hinsichtlich Unbescholtenheit usw. führten die Bürgermeister durch. Über den Generalgouverneur wurde der kommentierte Antrag an das Kolonialministerium gesandt.

Die Genehmigung erstreckte sich 1913 bis 1919 nur in dem Fall auf die Ehefrau, wenn diese dem Antrag beitrat.
Durch Verordnung vom 4. November 1928 wurden auch Mischlingskinder bei einem unbekannten Elternteil Franzosen. Je nach den Umständen war für Anerkennungen ein Gerichtsbeschluss nötig.
Madagaskar
Für volljährige Eingeborene Madagaskars einschließlich der Komoren, aber ohne Réunion, galt, dass sie 21 Jahre sein mussten und Französisch konnten. Über den Antrag war eine gebührenfreie Vorentscheidung vom Administrateur der Provinz einzuholen, dann entschied man im Kolonialministerium. Die Genehmigung erstreckte sich auf Frau und Kinder.
Hinsichtlich der Anerkennung von Mischlingskindern als Franzosen galten ähnliche Vorschriften wie in Indochina. Nach Antrag und Vorprüfung beim örtlichen Procureur (Amtsanwalt) erging ein Gerichtsbeschluss.
Schwarzafrika
Für die zentralafrikanischen Gebiete des Afrique-Équatoriale française und die westafrikanischen Kolonien, die im Generalgouvernement Afrique-Occidentale française zusammengefasst waren, unterschieden sich in der Zwischenkriegszeit die Regeln wenig von denen Madagaskars. Die Bestimmungen wurden ab 1935 restriktiver ausgelegt. In den elf Jahren bis 1946 wurden nur fünfzehn Statusänderungen von Westafrikanern genehmigt.
Neukaledonien
Für die als Sträflingskolonie 1853 erworbenen Gebiete von Neukaledonien gab es, bis das Gebiet 1946 als T.O.M den allgemeinen Regeln unterlag, einige eigene Regeln und Bestimmungen, so ab 1882 betreffend Einbürgerungen, die nach drei Jahren bei „gutem Charakter“ durch den Gouverneur erfolgen konnten. 1923 wurden dann die auch für Schwarzafrika und Französisch-Indien gültigen Regeln hinsichtlich unehelicher Kinder übernommen. Eingeborene konnten seit 1932 Vollbürger werden, sofern sie 21 Jahre, solvent und der französischen Sprache mächtig waren sowie, ähnlich den Vorschriften für Indochina, weitere „Verdienste“ erworben hatten. Auch die Sonderregelung für Veteranen aus den Kolonien vom 19. April 1933 wurde übernommen. Das für andere Kolonien am 10. August 1927 beschlossene Dekret wurde für Neukaledonien 1937 übernommen und 1939 geändert. Seit 1946 galten die allgemeinen Regeln der Metropole.
Durch das Abkommen von Nouméa wurde wiederum ein separater Staatsangehörigkeitsstatus für „französische Bürger, die die Bedingungen des §188 erfüllen“ geschaffen. Festlandfranzosen, die vor dem 8. November 1998 ansässig geworden waren können nach zehn Jahren Aufenthalt diesen Status erhalten, mit dem u. a. Zugang zum örtlichen Staatsdienst und das Wahlrecht verbunden ist. Wer später kam ist permanent ausgeschlossen. Nur Kinder mit mindestens einem Elternteil, die ebenfalls den Status haben werden neukaledonische „Bürger.“
Französisch-Polynesien
„Tahiti“ war seit 1843 Protektorat und 1880 als Kolonie annektiert. Dabei wurden alle bisherigen Untertanen Pomare V. französisch. Im vormaligen Protektorat seit über einem Jahr ansässige Ausländer konnten innerhalb eines Jahres eine Einbürgerung unter den Bedingungen des Gesetzes 1866 verlangen. In den Zwischenkriegsjahren wurden die Bestimmungen über uneheliche Kinder und Weltkriegsveteran analog übernommen. Die Verordnungen über den Erwerb der vollen Staatsbürgerschaft durch Eingeborenen entsprachen denen für Indochina und wurden fast gleichlautend verkündet. Zum 26. Juli 1953 unterliegt man als Französisch-Polynesien mit dem Status eines T.O.M den allgemeinen Regeln der Metropole. Wallis und Futuna ist seit separates T.O.M. (seit 2003 collectivité d’outre-mer).

#### Nach der Unabhängigkeit
Aus Französisch-Indochina bildete man 1954 vier Staaten. Alle französischen Kolonien Afrikas wurden 1960 unabhängig. Die Gültigkeit des Gesetzes von 1945 wurde 1953 auf die Territoires d’outre-mer, ausgeweitet. Das waren Kolonien, die nicht Mandate, Protektorate (Marokko, Tunesien) oder assoziierte Staaten (Indochina) waren.
Mit Gesetz vom 9. Januar 1973 wurde die Einbürgerung von Menschen aus den ehemaligen Kolonien erleichtert.
Mit Gesetz vom 22. Juli 1993 wurden diese Regeln im Hinblick auf ehemalige Kolonien neu gefasst. Bis dahin waren Personen, die in Frankreich geboren wurden und mindestens einen Elternteil hatten, der in einer französischen Kolonie – vor deren Unabhängigkeit – geboren wurde, automatisch französische Staatsbürger; für diejenigen, die ab dem 1. Januar 1994 geboren wurden, ist dies nicht mehr automatisch ausreichend für den Erhalt der Staatsbürgerschaft, abgesehen davon, dass immer weniger Mütter Neugeborener schon zu Kolonialzeiten in einer damaligen französischen Kolonie gelebt haben. Auch wurde die frühere automatische Einbürgerung in eine Einbürgerung auf Antrag umgewandelt. Die Einbürgerung kann (z. B. bei Straftaten) versagt werden.
Völkerrechtliche Verträge
Frankreich hat eine Vielzahl von Verträgen geschlossen, die bei Erwerb oder Aufgabe von Territorien auch Staatsbürgerschaftsfragen mit regelten. Zum Ende der Kolonialzeit klärte man hier oft spezielle Fragen oder Optionsmöglichkeiten für Doppelstaatler oder Mischlingskinder.

## Seit 1945

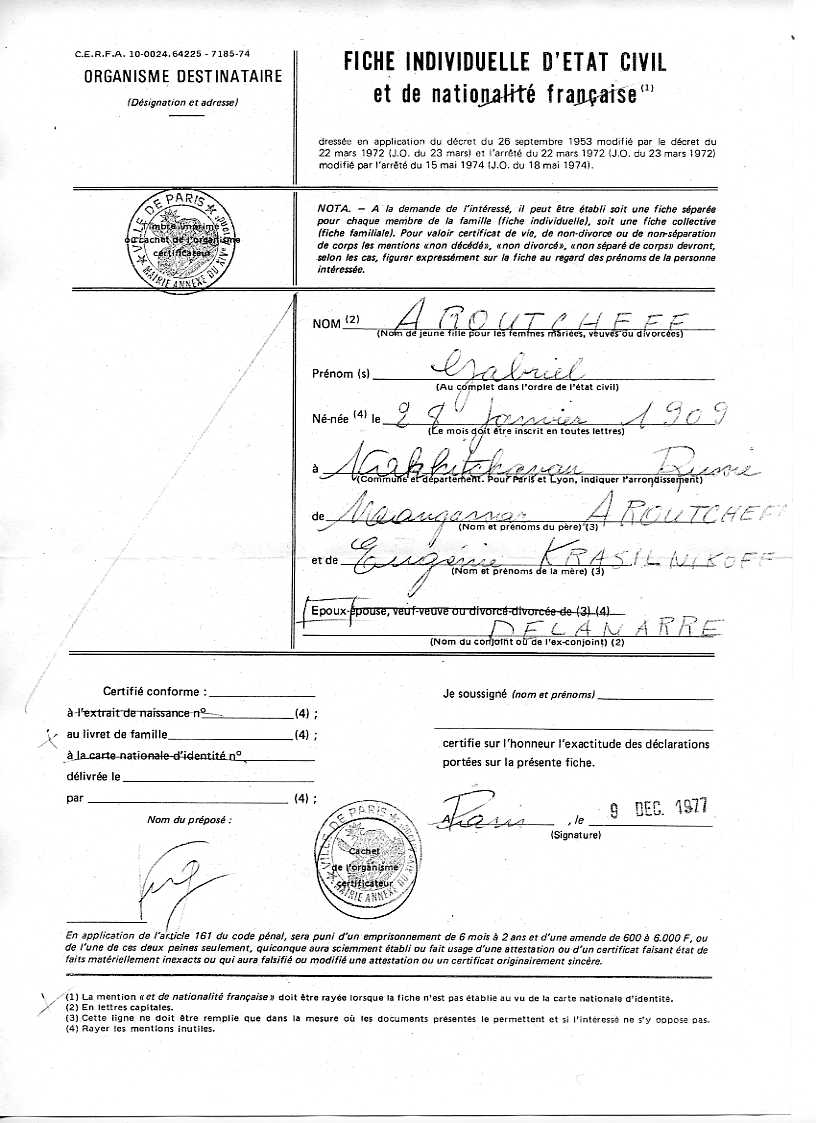
Standesamtsregisterauszug (Fiche d’État-civil) des Exilrussen Gabriel Arout(cheff), bei dem in der Überschrift der Satz „zugleich Nachweis der französischen Staatsbürgerschaft“ gestrichen ist.

Die heutige Regelung geht im Wesentlichen auf den Code de la nationalité française (CNF) von 1945 zurück. Mit 151 Paragraphen (bzw. 156 seit 1960) war es höchst detailliert. Zuständig für die Vorprüfung in Staatsbürgerschaftssachen ist der örtliche Bürgermeister im Auftrag des Präfekten. Die entsprechenden Erlasse ergehen durch Dekret des Ministers, das schon mit der Unterzeichnung in Kraft tritt, obwohl es auch noch im Journal officiel veröffentlicht werden muss. Streitigkeiten werden vor den ordentlichen Gerichten entschieden.
Neben der Metropole gilt das Gesetz auch in den „alten Kolonien“ (später DOM) und seit September 1946 in Französisch-Guayana.
Eine weitgehende Reform fand durch das Gesetz vom 9. Januar 1973 statt. Unter anderem wurde die Einschränkung beim Wahlrecht für Neubürger aufgehoben.
Die Erwerbsgründe durch Geburt blieben im Kern gegenüber 1927 unverändert. Zum Nachweis eines aus dem ius soli hergeleiteten Anspruchs verlangte man bis 1961 die Geburtsurkunden der Großeltern, seitdem genügt der Nachweis der Geburt eines Elternteils in Frankreich. Neu war 1973 der Erwerb durch Geburt für Kinder einer im Ausland lebenden Französin.
Zwar ist Leihmutterschaft in Frankreich verboten, jedoch erhält ein im Ausland derart geborenes Kind im Zweifelsfall doch die französische Staatsbürgerschaft.
Die Staatsbürgerschaft wurde bis 1973 unmittelbar durch Heirat einer Ausländerin mit einem Franzosen erworben. Hier behielt sich die Regierung jedoch ein, seit 1938 bestehendes, Einspruchsrecht (mit sechsmonatiger Frist) vor. Zur Vermeidung von Scheinehen wurden 1984 eine Halbjahresfrist und 1993 eine Zweijahresfrist eingeführt, nach der auf Antrag die französische Staatsangehörigkeit verliehen wurde. Für Ehepartner weiter verlängert auf drei bis vier Jahre. Darüber hinaus kann sie entzogen werden, wenn die Ehe vor Ablauf des dritten Ehejahres geschieden wird. Die gleichgeschlechtliche Ehe samt Adoptionsrecht ist seit 2013 anerkannt.
Eine Einbürgerung ist auf Antrag möglich, wenn der Einzubürgernde fünf Jahre (unter Umständen verkürzbar auf zwei Jahre) legal in Frankreich lebte, seinen Lebensunterhalt selbst verdient und keine Straftaten begangen hat. Dies gilt auch für Kinder ausländischer Eltern, die in Frankreich geboren wurden: Sie können mit Erreichen der Volljährigkeit die französische Staatsbürgerschaft beantragen und erhalten sie in den meisten Fällen. Seit 1945 mussten Sprachkenntnisse während persönlicher Vorsprache bei der Präfektur nachgewiesen werden. Eine Wiedereinbürgerung, ohne Wartefrist oder Auflagen, ist möglich, wenn der ehemalige Franzose wieder in der Heimat lebt.
In Frankreich wird eine Mehrstaatigkeit seit 1973 hingenommen. Zugleich mit der Einbürgerung kann der Antragsteller seinen Nachnamen „französisieren“. Der Widerruf einer Einbürgerung ist möglich, wenn sie unter falschen Angaben erschlichen wurde.
Seit Juli 2000 kann die Einbürgerung wegen mangelnder Integration (défaut d’assimilation) verweigert werden, beispielsweise bei einer Burka-Trägerin oder einem Menschen, der sich prinzipiell weigert, Menschen anderen Geschlechts die Hand zu geben.
Adoptionen und Vaterschaftsanerkennung wirken sich, wie international üblich, auf minderjährige Kinder aus. Für in Frankreich geborene und Ausländerkinder gelten erleichterte Optionsbedingungen, wobei altersabhängig Mitspracherechte in unterschiedlichem Umfang (13 bis 16 und 17 bis 18 Jahre) bei Staatsangehörigkeitsänderungen durch die Eltern bestehen.
Ein Antrag ausländischer Soldaten der Fremdenlegion auf den Erhalt der französischen Staatsbürgerschaft wird in der Regel nach drei Dienstjahren positiv beschieden.